# Tomisław (przystanek kolejowy)
Tomisław – zamknięty w 1991 roku przystanek osobowy, a dawniej stacja kolejowa w Tomisławiu na linii kolejowej nr 283 Jelenia Góra – Żagań, w województwie dolnośląskim.